# John Maxwell, 8. Lord Maxwell
John Maxwell, 8. Lord Maxwell (* vor 1586; † 21. Mai 1613 in Edinburgh) war ein schottischer Adliger.

## Leben
Er war der älteste Sohn des John Maxwell, 7. Lord Maxwell aus dessen Ehe mit Elisabeth Douglas, einer Tochter von David Douglas, 7. Earl of Angus. Beim Tod seines Vaters am 10. März 1597 erbte er dessen Titel als 8. Lord Maxwell, der ihm de iure ebenfalls zustehende Titel des 2. Earl of Morton wurde ihm aber weder von der Krone noch vom Parlament bestätigt.
Seine Ehe, geschlossen am 9. August 1597 mit Margaret Hamilton, einer Tochter von John Hamilton, 1. Marquess of Hamilton, blieb kinderlos. Auf Grund der schlechten Behandlung seiner Frau, die selbst dem König auffiel, und die wahrscheinlich zu deren frühem Tod führte, machte er sich die Familie Hamilton zu persönlichen Todfeinden.
Im Jahr 1605 versöhnte er sich mit Sir James Johnstone, Laird of Johnstone, und schien damit eine über 50 Jahre alte Fehde mit dessen Clan Johnstone of Annandale zu beenden, die noch aus Zeiten von Robert Maxwell, 4. Lord Maxwell stammte und ihn deren Rahmen sein Vater getötet worden war. Dafür begann er 1607 Streitigkeiten mit William Douglas, 10. Earl of Angus, der anstelle seines Vaters den Titel des Earl of Morton führte und seit 1585 die dazugehörigen Ländereien innehatte. Nach einigen Auseinandersetzungen entschied der Kronrat im August 1607, dass es zu riskant sei, dass Maxwell und Douglas beim Parlament aufeinanderträfen und wies Maxwell zur Heimreise an. Lord Maxwell erschien dennoch und focht öffentlich Douglas Anspruch auf den Titel an. Maxwell wurde daraufhin in Edinburgh Castle inhaftiert, von wo er im Oktober floh und Zuflucht in Dumfriesshire suchte.
Durch Vermittlung eines Verwandten kam es am 16. April 1608 zu einem erneuten Treffen mit dem Laird of Johnstone, den er bei dieser Begegnung von hinten erschoss und damit den Tod seines Vaters rächte. Er floh nach Frankreich und wurde am 24. Juni 1609 vom Parlament in Abwesenheit als Verräter zum Tode verurteilt und geächtet, womit er alle Ämter, Würden und Besitzungen verlor. Bei seinem Versuch, im Jahr 1612 nach Schottland zurückzukehren, wurde er festgenommen. Alle Versöhnungsangebote der betroffenen Familien Hamilton und Johnstone, die für ihn eine Zwangsehe bedeutet hätten, lehnte er ab; so dass er am 21. Mai 1613 in Edinburgh durch Enthauptung hingerichtet wurde.